# Giorgio Armani
Pour les articles homonymes, voir Armani.
Giorgio Armani, né le 11 juillet 1934 à Plaisance en Italie, est un styliste italien, cofondateur de la société Giorgio Armani S.p.A, particulièrement connu pour ses créations de vêtements masculins et féminins. En 2012, sa fortune est estimée à environ 7,2 milliards d'USD.

## Biographie
Giorgio Armani est né dans la ville italienne de Plaisance, dans une famille modeste où il a grandi avec son frère aîné Sergio, sa jeune sœur Rosanna et ses parents Maria Raimondi et Ugo Armani.
Il entame des études de médecine qu'il abandonne pour la photographie. Après son service militaire en 1957, il travaille comme étalagiste à Milan en Italie pour le grand magasin La Rinascente. De 1961 à 1970, Armani travaille comme styliste pour Nino Cerruti, qu'il quitte pour se mettre à son compte.
En 1974, avec l'aide de son partenaire Sergio Galeotti, il crée sa propre société de vêtements avec tout d'abord une ligne masculine. Il introduit une série de modèles féminins dès 1975. Sa reconnaissance internationale est ensuite assurée lorsqu'il réalise des vêtements pour de grands acteurs d'Hollywood, particulièrement pour Richard Gere dans le film American Gigolo (1980).
En 1980, Armani conçoit des uniformes pour l'Armée de l'Air italienne.
En 1982, il se lance dans la création de parfums, son premier succès est L'Eau Armani en 1984.
Il reçoit, en 1987, le prix Geoffrey Beene du Conseil des créateurs de mode américains.
En 2006, il s'est associé avec EMAAR (une société immobilière de Dubaï) pour lancer la chaîne hôtelière ARMANI Hotels.
Giorgio Armani a reçu les insignes d’officier de la Légion d'honneur le 3 juillet 2008, en clôture de la semaine de la mode parisienne.
En 2010, il crée les tenues de scène de Lady Gaga qu'il a rencontrée aux Grammy Awards.

## Sport
Giorgio Armani porte un vif intérêt au sport. Il est le président de l'équipe de basketball Olimpia Milan. Sa marque EA7 est l'équipementier de cette équipe. Il est aussi supporter du club de football de l'Inter Milan. Il a par deux fois conçu des costumes pour l'équipe d'Angleterre de football. Il a conçu les tenues des porteurs de drapeaux italiens lors de la cérémonie d'ouverture des Jeux olympiques d'hiver de 2006 à Turin, et a également conçu les uniformes olympiques de l'Italie pour les Jeux olympiques d'été de 2012 à Londres.
Le Football Club de Chelsea a fait appel à Armani afin de créer un nouveau look pour la suite de ses administrateurs dans leur stade de Stamford Bridge. Appelé le « Armani Lounge », la salle à manger et le salon sert comme principal lieu de rencontre pour les jours de match du conseil d'administration de Chelsea et pour le divertissement des invités VIP. Au total, le « Armani Lounge » couvre 200 mètres carrés pour lequel Giorgio Armani a personnellement conçu un concept unique avec des meubles de son intérieur de maison de sa collection Armani/Casa.

## Vie privée
Giorgio Armani a toujours été très discret sur sa vie privée, mais est publiquement identifié comme bisexuel. Il entretenait une relation de longue date avec son partenaire commercial, l’architecte Sergio Galeotti, décédé des complications du Sida en 1985,,.

## Décoration
- Officier de la Légion d'honneur